# Hesperandra glaberrima
Hesperandra glaberrima là một loài bọ cánh cứng trong họ Cerambycidae.